# Kínai–hsziungnu háborúk
A kínai–hsziungnu (xiongnu) háború azon csaták összességének elnevezése, melyek a kínai Han-dinasztia és a hsziungnu (xiongnu) törzsek között zajlottak le i. e. 133 és i. sz. 89 között. A csaták természete, eredménye változó volt, a kínai hódítás és a közép-ázsiai városállamok felügyelete között. A háború az északi-hsziungnuk (xiongnuk) Dzsungáriába űzésével végződött.

## Történelmi háttere
Kao-cu (Gaozu) császár a Baideng hegységnél elszenvedett megalázó vereség és visszavonulást követően Liu Csing (Liu Jing) tábornokot és tanácsadóját bízta meg a békeszerződés kidolgozására, amely közel 60 évig állt fent, többszöri meghosszabbítás és módosítást követően egyfajta „hűbéri rendszert” alakított ki a hsziungnu (xiongnu) törzsszövetség és a Han-birodalom között. A szerződés Hocsin (Hoqin) néven ismeretes és i. e. 135-ig volt érvényben, a Han–hsziungnu (xiongnu) háborúk kirobbanásáig. A szerződés a birodalmak egyenlőségéről rendelkezett, egy Han hercegné kiházasításával, valamint értékes ajándékokat és pénzbeli hozzájárulást ígért a hsziungnu (xiongnu) vezetőknek, továbbá a nagy falat jelölte ki természetes határnak a birodalmak között. Később határ menti kereskedelem létesítésével a hsziungnu (xiongnu) törzsek népeit is bevonta a kínai áruk forgalmába, ezzel is a határ menti lakosok elkínaiasodását kívánta elérni a császári tanács.
Kao-cu (Gaozu) halálát követő néhány éves huzavona után, i. e. 180-ban Ven (Wen) császár kerül a trónra. Uralkodása alatt ismét stabilizálódott a Han birodalom helyzete. Annak ellenére, hogy Ven (Wen) császár továbbra is érvényben tartotta a hocsin (hoqin) szerződést a hsziungnu (xiongnu) törzsekkel (továbbiakban ázsiai hunok), az északi nomád törzsek gyakran betörtek az ordoszi tartományba (Sárga-folyó északi kanyarulata), és egyre követelőzőbbé váltak a Han császári birodalom irányába.
Csao-kuo (Chao Cuo) az első olyan ismert miniszter, aki Ven (Wen) császár azt javasolta, hogy a hadsereget lovas hadseregnek kéne felszerelni az északi nomád ázsiai hunok ellen, mivel a Han katonaság javarészt még lovasokkal kiegészített gyalogságból állt, amit harci szekerekkel támogattak meg. Azt a nézetet vallotta, hogy "barbárok kellenek a barbárok legyőzéséhez" és éppen ezért olvasztottak be a hsziungnuk (xiongnuk) környezetében élő más nomád törzseket is a Han hadseregbe. I. e. 169-ben készített írásos feljegyzésében (Fegyverezd fel a határvédőket és védd meg a határokat), amit az uralkodónak készített, összehasonlította az ázsiai hunok és Han birodalom egymáshoz viszonyított taktikai erősségeit és megállapította, hogy az ázsiai hunok íjas lovas serege sokkal jobban használja ki a földrajzi terepek viszonyait. Rámutatott arra is, hogy az ázsiai Hun sereg különösen gyenge és könnyen szétoszlatható, ha közelharcra kerülnének a Han birodalom lovasaival és harci szekereivel, amennyiben a császári seregek képesek fegyelmezett kötelékben támadni és fejlettebb fegyverzeteiket bevetni. Többek között leírja, hogy az ázsiai hunok kifigyelik, ha a határ mentén kis létszámú Han sereg tartózkodik, és mivel könnyen mozognak, lévén hogy helyhez kötött településeik nincsenek, így azonnal terjeszkedni kezdenek a kisebb ellenállás felé.
Csao-kuo (Chao Cuo) javaslatát végül i. e. 154-ben bekövetkezett halálát követően Vu császár (Wu császár) uralkodása alatt fogadják meg, mikor az északi határok mentén un. hadi-mezőgazdasági helyőrségeket, településeket hoznak létre. A telepek lényege, hogy békeidőben a termőtalajban gazdag földeken dolgoznak a háztartások férfi tagja, azonban háborús fenyegetettség esetén azonnal bevonulnak és harcra edzett katonaként védik az északi barbár törzsek ellen a környező településeket. Másik javaslat szerint, az ilyen hadi-mezőgazdasági települések mellett a környező, de hasonlóan nomád v. fél-nomád életmódot folytató törzseket is szövetségesként felfogadva (pl.: jüecsik (yuezhi)) be kell vonni az északi határok védelmébe, azokat gazdag adományokkal ellátva a kínai kultúra irányába kell terelni.

### Háború kibontakozása
Vu császár (Wu császár) uralkodása alatt a Han birodalom gazdaságilag fellendült és a nemzeti kincstárban hatalmas többlet kezdett felhalmozódni. Annak ellenére hogy az ázsiai hunok rendszeresen felégették és kifosztották a birodalom északi határait lovas portyázásaik során, az uralkodó császár első éveiben követte elődeinek politikáját és igyekezett békét tartani az északi nomád törzsekkel. Miután a hsziungnuk (xiongnuk) betörései folytatódtak a birodalom területére, i. e. 136-ban Vu császár (Wu császár) tanácskozó gyűlést tartott minisztereivel. A tanács többségében támogatta azt a véleményt, hogy a császárt meg lehet győzni egy hadjárat indításáról az ázsiai hunok ellen, bár ez hosszú távon a pénzügyi források apadását fogja okozni a kincstárnak. A tervek szerint a törzsszövetség vezetőjét oly módon kívánták csapdába csalni, hogy Maji egyik uralkodó fejedelme által felajánlották, hogy a hsziungnuk (xiongnuk) kezére adják a várost, ami gazdag kincsekkel kecsegtette a kapzsi ázsiai hun vezetőket. Vu császár (Wu császár) i. e. 133-ban végül elindította seregeit az északi határok felé, hogy a csapdába csalt ázsiai hunokat leigázza.

#### Maji csata

A Maji csata helyszíne az ordoszi tartományban.

I. e. 133-ban Vang Csi-ni (Nie Wengyi), Maji város földesura a Hanokkal szövetkezve álnokul felajánlotta a Jüncsen sanjü (Gunchen Chanyu) részére, hogy feladja a várost és annak kincseit. A hsziungnu (xiongnu) törzsszövetség fejedelme bízott Vang Csi-ni (Nie Wengyi) szavaiban és 100.000 fős lovas sereggel átkelt a Han birodalom északi határánál. Vu császár (Wu császár) négy hadvezére Han An-kuo (Han Anguo) császári főtitkár parancsnoksága alatt elrejtőzött a közeli hegyekben és készenlétben várták az ázsiai hun sereget, hogy megérkezésükkor azonnal támadjanak. A városhoz közeledve Jüncsen sanjü (Gunchen Chanyu) gyanút fogott, mert a földeken nem látott csak állatokat, de embereket sehol, majd egy hirtelen támadással egy han tisztet elfogatott, aki kivégzése előtt elárulta, hogy a császár seregei lesben állnak és csapdát állítottak a Khán részére. Ekkor a törzsszövetség vezetője visszavonulásra adott parancsot és seregével visszamenekült északra. Mindezek fényében a hsziungnuk (xiongnuk) tudomására jutott, hogy a Han kormányzó tanács felbontotta az évtizedek óta tartó békeszerződést és engedélyt adott az ázsiai hunok elleni totális hadjárat megindítására. A Han birodalom ekkor már jó ideje megszilárdult, gazdaságilag, katonailag és politikailag is kiegyensúlyozott volt, ami elősegítette a császári tanács részére, hogy meghozza a döntését az északi nomád törzsek elleni háború megindítására.

### Csang Csien(Zhang Qian)expedíciója a Nyugati régióba

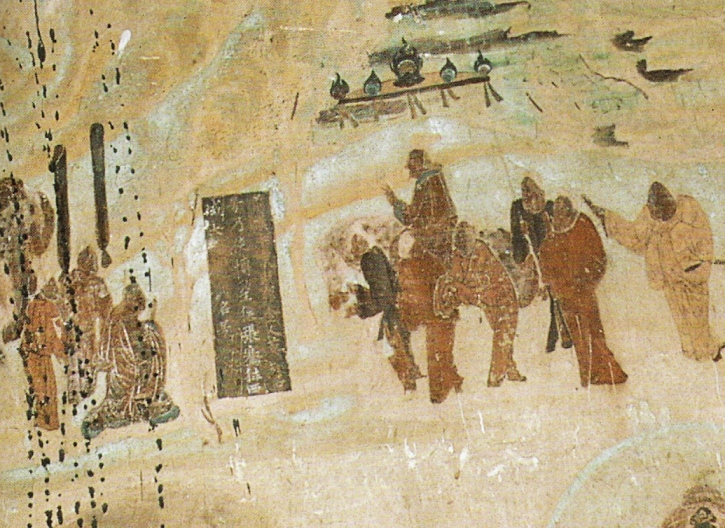
Csang Csien (Zhang Qian) követ utazását ábrázoló festmény.

I. e. 138-ban Vu császár (Wu császár) megbízta Csang Csien (Zhang Qian) diplomatát, hogy kutassa fel a korábban jüecsi (yuezhi) néven (később kusánok) ismert törzset és bírja rá a fejedelmüket, hogy katonai szövetséget kössenek a császári birodalommal, hogy közös erővel legyőzhessék a hsziungnu (xiongnu) (ázsia hun) seregeket. Kalandos utja során többször is a hsziungnuk (xiongnuk) fogságba esett, majd megszökve tovább utazott és a császári birodalomtól nyugatra távol eső területekre jutott el, mint pl. a Ferganai-medence (Ta Jüan (Dayuan)), Kangkü (az ászik országa a Tien-san és a Szir-darja között) vagy Baktria (Ta Hszia (Daxia)). Végül megtalálta a jüecsi (yuezhi) népet az Amu-darja folyásától északra, ahová a korábbi hsziungnu (xiongnu) támadások elől menekültek, de emlékezvén az ázsiai hunok támadásaira, a jüecsi (yuezhi) törzsek nem kívántak újra háborúba sodródni velük szemben. I. e. 126-ban Csang Csien (Zhang Qian) visszafordult küldetéséről és a Hehszi (Hexi) folyosó felé tartva elindult a Han birodalom irányába. Újabb egyéves fogságot követően végül i. e. 125-ben ért haza és fejezte be több évtizeden át tartó utazását. Jelentései fontos információkat tartalmaztak az udvar – és az utókor – számára a nyugati területek népeiről, a hsziungnukról (xiongnukról), vuszunokról (wusunokról), jüecsikről (yuezhikről) és másokról.

### Az északi határért vívott csaták (i. e. 129 – 119)
A Maji-i hadjáratot követő 5. évben, i. e. 129-ben a császári kormányzó tanács négy hadvezért bízott meg azzal, hogy tíz-tízezer lovas élén rajtaütéses csapást hajtson végre az északi határok mentén kialakult szabadkereskedelmi piacokra, az ott állomásozó ázsiai hun seregekre. A négy hadvezér közül Wej Csing (Wie Qing), Kongsun He (Gongsun He) sikerrel járt és foglyul ejtett 700  (hsziungnut, xiongnut), azonban Kong Ao (Gong Ao) és Li Kuang (Li Guang) vereséget szenvedett, amiért a han hivatal bebörtönözte őket. A börtönből pénzért válthatták meg szabadságukat, de rangjuktól megfosztották őket. Az ázsiai hun csapatok 20.000 fős sereggel számos rabló hadjáratot folytattak az északi határon, ahonnan egészen Yuyang-ig hatoltak (mai modern Peking környéke) és bekerítették Han An-kuo (Han Anguo) főhadvezér seregét. A felmentő sereg az utolsó pillanatban érkezett meg.

#### Az ordoszi tartomány
I. e. 127-ben Vu császár (Wu császár) Vej Csing (Wei Qing) tábornokot bizta meg azzal, hogy szállja meg és szerezze vissza a teljes irányítást a Sárga-folyó északi kanyarulatában (Ordosz tartomány). Wuyuan és Shuofang parancsnokságok a Csin (Qin) dinasztia által épített fallal voltak védve, amit a Han birodalom meg akart erősíteni és meghosszabbítani a nyugati tartományok felé. Közben i. e. 126-ban Jüncsen sanjü (Gunchen Chanyu) meghal és fivére Icsise sanjü (Yizhixie Chanyu) (Bal oldali Luli fejedelem) veszi át a törzsszövetség irányítását, elüldözve Jüncsen sanjü (Gunchen Chanyu) fiát. Az ázsiai Hun törzsszövetség és a Han birodalom 30-30 ezer fős serege Dai tartományban csapott össze több alkalommal is, amely ütközetekben a hsziungnu (xiongnu) törzs Jobb oldali Bölcs fejedelmének haderejét megsemmisítették, 15.000 embert elfogtak, köztük 10 törzsi vezetőt is. Egy évre rá a Jobb oldali Bölcs fejedelem haragjában ismét betört a határokon belülre és több lakost és hivatalnokot megölt vagy elhurcolt. I. e. 123-ban Vej Csing (Wei Qing) tábornok és további hat hadvezére 100.000 fős sereggel északra nyomult, hogy legyőzze a hsziungnu (xiongnu) törzsszövetséget. Több mint 19.000 ázsiai hun lovast sikerült megölni, de közben harmincezer katonát veszítettek, valamint Szu Hszien (Su Jian) tábornokot elfogták, illetve Csao Hszin (Zhao Xin) (korábban a Hanokhoz átállt hsziungnu (xiongnu) fejedelem) csapatát teljesen megsemmisítették. Csao Hszin (Zhao Xin) behódolt a sanjü részére, aki elfogadván a tettet saját húgát adta hozzá feleségül.

#### AHehszi(Hexi)folyosó

Hehszi (Hexi) tartománynak a Tarim-medencébe vezető folyosója.

Vu császár (Wu császár) azt szerette volna elérni, hogy a Hehszi (Hexi) folyosó teljes mértékben a császári birodalom irányítása alá kerüljön, ezért i. e. 121-ben fegyveres hadjáratot indított a térségbe. Huo Csi-ping (Huo Qubing) tábornokot nevezte ki a 100.000 fős hadsereg élére, aminek célja az ázsiai hunok kiűzése volt a Hehszi (Hexi) tartományból. Huo Csi-ping (Huo Qubing) tábornok tavasszal indította meg a hadjáratot és mélyen benyomult a Jencsi hegyek (Yanzhi shan) közé, ahol legyőzte a Hsziutu (Xiutu) törzsek vezetőjét, fogságba ejtett és legyilkolt 18.000 ázsiai hun lovast. A források megemlítik, hogy a tábornok egy aranyembert is elrabolt a törzsfőtől, aki a szobrocskát akkor használta, "amikor az eget imádta". A han tábornok tovább nyomult az Anshan sivatag felé, hogy elfoglalja a Csilian hegység (Qilian)hez közeli térséget. A csatában Hunje (Hunye) törzs vezetőjének 30.000 harcosát megölték, miközben a han sereg 2.800 emberét elrabolták a hsziungnuk (xiongnuk). A hsziungnu (xiongnu) törzsek vezetője a khán, Icsise (Yizhixie) sanjü nagyon haragudott a két törzs fejedelmeire, ezért ősszel magához rendelte őket, azzal a szándékkal, hogy kivégezteti őket. A hirtelen kialakult zavaros helyzetben a két törzsfő tárgyalásokat kezdeményezett Huo Csi-ping (Huo Qubing) tábornokkal, hogy seregeikkel együtt megadják magukat, de Hunje (Hunye) törzsfő meggondolta magát és legyilkolta Hsziutu (Xiutu) fejedelmet, egyesítette a két maradék sereget és menekülni kezdett. Huo Csi-ping (Huo Qubing) tábornok üldözőbe vette, majd végül Hunje (Hunye) törzsfő behódolni kényszerült és átállt a Han birodalom oldalára. A hadjárat végül a Han birodalom győzelmével végződött, aminek folytán az ázsia hun seregekről sikeresen levágták a Csiang (Qiang) törzsek szövetséges seregét, és ezzel egyidőben elfoglalták a kínai selyemút főbb útvonalait a nyugati tartományok felé. A Han birodalom telepesekkel látta el a tartományt, akik békeidőben földműveléssel foglalkoztak, veszély esetén pedig a határok védelmét látták el a kínai nagy fal meghosszabbított szakaszán, egészen a Jáde-kapu (Yumen Guan) és Napos vagy Déli-kapu (Yang Guan) átjárókig.

#### A háborúk végkimenetele
I. e. 119-ben a Han birodalom tanácsa gyűlést tartott, melyben felmerült, hogy Csao Hszin (Zhao Xin), aki korábban behódolt az hsziungnu (xiongnu) khánnak, azt javasolta a Icsise (Yizhixie) sanjü részére, hogy seregével húzódjon fel a sivatagon túl északra, ahová a császári hadseregek nem képesek felvonulni. 100.000 főnyi sereget toboroztak, további 40.000 önkéntes katonával, jól felhizlalt lovakkal és utánpótlással, hogy át tudjanak kelni a sivatagon. A sereg két oszlopban vonult, élükön Wej Csing (Wei Qing) fővezér és Huo Csi-ping (Huo Qubing) tábornok. Az ázsiai hunok látván a han sereg erőfölényét, a sivatag északi peremén összpontosítva a lovas sereget megtámadták Wej Csing (Wei Qing) fővezér hadseregét. Egy álló napon keresztül folyt a harc, amikor a feltámadt szélben a két han hadosztály körülvette az ázsiai hun sereget. Icsise (Yizhixie) sanjü a legjobb lovasaival áttört a gyűrűn és északkelet felé menekültek. A khán serege összekeveredve a han sereggel lassan a fejedelem után menekültek. Ekkor Huo Csi-ping (Huo Qubing) tábornok a gyors lovas seregével tovább nyomult északi irányba és megütközött a hsziungnu (xiongnu) Jobb oldali Bölcs fejedelmével, miközben a Jobb oldali Luli fejedelem sanjünek nevezte ki magát. A csatában több, mint 70.000 ázsiai hun lovas vesztette életét és több nemes is fogságba került. A hsziungnuk (xiongnuk) ezt követően visszavonultak a Han birodalom északi határai mögé, majd miután a Icsise (Yizhixie) sanjü előkerült, a Jobb oldali Luli fejedelem visszaadta a hatalmat a részére. A hanok két vezére 20.000-30.000 harcost vesztett az ütközetekben, de nem tudtak tovább vonulni északra, mert az ázsiai hunok leölt marhái járványt okoztak a sereg lovas ménesei között, majd 100.000 ló pusztulását okozva. A birodalmi tanács további csatákat sürgetett, de Huo Csi-ping (Huo Qubing) tábornok hirtelen halála közbeszólt a terveknek. Végül az udvar elfogadta a hsziungnu (xiongnu) khán békeajánlatát. A Han birodalom hadi-mezőgazdasági településeket hozott létre a területen, akiket az önellátó gazdálkodás mellett a határok védelmével is megbíztak.

### Csang Csien(Zhang Qian)második útja a Nyugati régióba

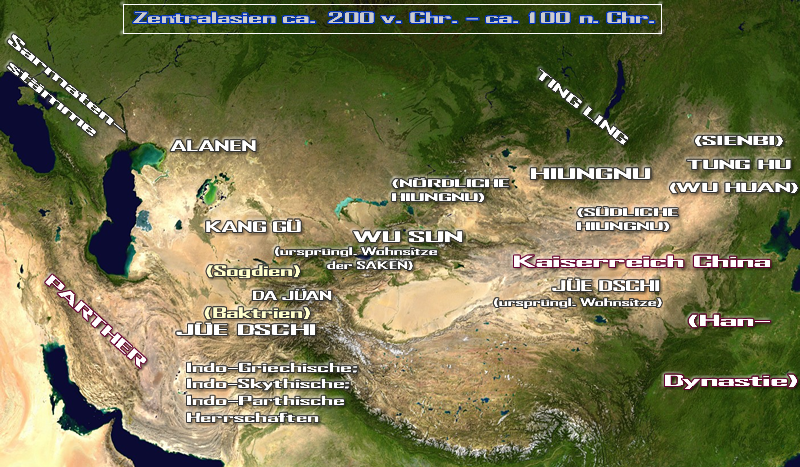
Vuszun (Wusun) törzsek helye az Ili-folyó és az Iszik-köl tó között.

I. e. 114-ben Icsise (Yizhixie) sanjü meghal és a hsziungnu (xiongnu) törzsszövetség élén fia Huvéj sanjü (Wuwei_chanyu) került hatalomra. Vu császár (Wu császár) ekkoriban tartományi körúton vett részt hatalmas seregszemléket tartva, illetve a déli és keleti tartományokban zajló lázadásokkal volt elfoglalva, így sem a Han birodalom, sem az ázsiai hunok nem intéztek támadást a másik fél ellen. Három évvel később a Han kormányzó tanács Kunszun He (Gunsun He) harckocsi-mestert és Csao Ponu (Zhao Ponu) hadvezért küldte északra 15.000 és 10.000 harcos élén, de egyetlen hsziungnu (xiongnu) törzset sem találtak, így csata nélkül tértek vissza. Mindeközben Csang Csien (Zhang Qian) követ másodszor is megbízatást kapott a császártól, hogy utazzon a Nyugati régióba, egyrészről hogy felmérje a jelenlegi helyzetet és a hsziungnu (xiongnu) nyomára bukkanjon, másrészről ismét szövetségeseket keressen az ellenük történő hadjáratokra. i. e. 115-ben útra is kelt a Tunhuang (Dunhuang) védő falaitól nyugatra, majd a Tarim-medence északi útvonalán haladva, majd átkelve a Tien-san (Tian Shan) hegységen végül az jüecsik (yuezhi)hez és a hsziungnukhoz (xiongnukhoz) hasonló nomád népet talált meg szövetségesnek a vuszun (wusun)okat. A követség egyebek közt 300 főből állt, közel 600 lóval érkezett, melyek értékes árukkal, csillogó nemesfémekkel, aranyozott, finom selyem kelmékkel voltak megpakolva. A vuszun (wusun)ok fejedelme Lié Csaomi (Lie Jaiomi) ekkor már idős uralkodóként (Kunmo) viszonzásul 1.000 darab kiváló lovat küldött válaszképpen, és egyben felajánlotta a szövetségét a Han birodalom részére. Az idős fejedelmet egyébként még maga Jüncsen khán (Laoshang chanyu) elődje nevelte fel kisgyermekként örökbe fogadva, miután leigázta az akkori vuszun (wusun)okat. A hsziungnu (xiongnu) sanjü még feleséget is küldött a részére, aki a Bal oldali úrnője volt az idős fejedelemnek. Lié Csaomi (Lie Jaiomi) ismerve a folyamatos ázsiai hun fenyegetettséget, maga is függetlenedés útját kereste, mivel uralkodása alatt a vuszun (wusun) törzsek megerősödtek, így kérte a Han császárt, hogy egy Han hercegnét házasítson ki a testvéri szövetség bizonyítékaként. Vu császár (Wu császár)nak nagyon tetszett a "mennyei horda" érkezése, miután Csang Csien (Zhang Qian) követsége megérkezett a palotába és egy volt lázadó fejedelem, Csú (Chu) hercegének Liu Vu (Liu Wu) unokáját Liu Hszijun (Liu Xijun) hercegnét választotta ki hitvesnek. A császár minisztere jóváhagyta a szövetség létrejöttét. Az ázsiai hun törzsszövetség khánja nem nézte jó szemmel a Han birodalom és a vuszun (wusun) törzsek közeledését, így figyelmét és haderejét nyugati irányba összpontosította.

### Csaták a Nyugati régióban (i. e. 108 – 67)
Az i. e. 121-ik évi han inváziót követően, az ún. Nyugati régió (Tarim-medence) városállamai folyamatosan a császári birodalom befolyása alá kerültek. A régióban dúló háborúk egyre inkább arra késztették a városállamok kormányzóit, hogy felajánlják szövetségüket a Han Birodalom részére. A császári birodalom seregeinek expedíciói nagyobb befolyást szereztek a régióban, ezzel biztosítva a városállamok kormányzói feletti felügyeletet és védelmezve őket a külső nomád támadásokkal szemben. A hsziungnu törzsek arra kényszerültek, hogy a számukra stratégiailag is fontos bevételi forrásaikat megvédjék a han befolyással szemben. A következő évek csatái miatt az ázsiai hunok még több fegyvert és élelmiszer ellátást követeltek a Tarim-medence városközpontjaitól. A Han Vu császár Jiuquan és Wuwei tartományban parancsnokságot állíttatott fel, és megparancsolta, hogy a Csin dinasztia által elkezdett védelmi rendszert, azaz a Nagy Falat Lingju-tól egészen Tunhuang-ig hosszabbítsák meg, ami ez által már egészen benyúlt a nyugati területekig. A Han Birodalom és a Hsziungnu Törzsszövetség között megindult a versengés a Nyugati régió befolyása fölött, ami a városállamok szövetségének megnyerésével, vagy esetleg leigázásával is végződött. A Nagy Fal meghosszabbítása egészen Tunhuang városáig védelmet biztosított a lakosok részére, és ez a városfallal is védett település egyben az utolsó védőbástyája is volt a nyugatra irányuló selyemúti karavánok részére. A város falait elhagyva a Jáde-kapun és a Déli (vagy Napos) kapun át vezetett az út a Taklamakán sivatagon át a távoli nyugati birodalmak felé, egészen a Római Birodalom keleti határaihoz.

#### Loulan-i csata

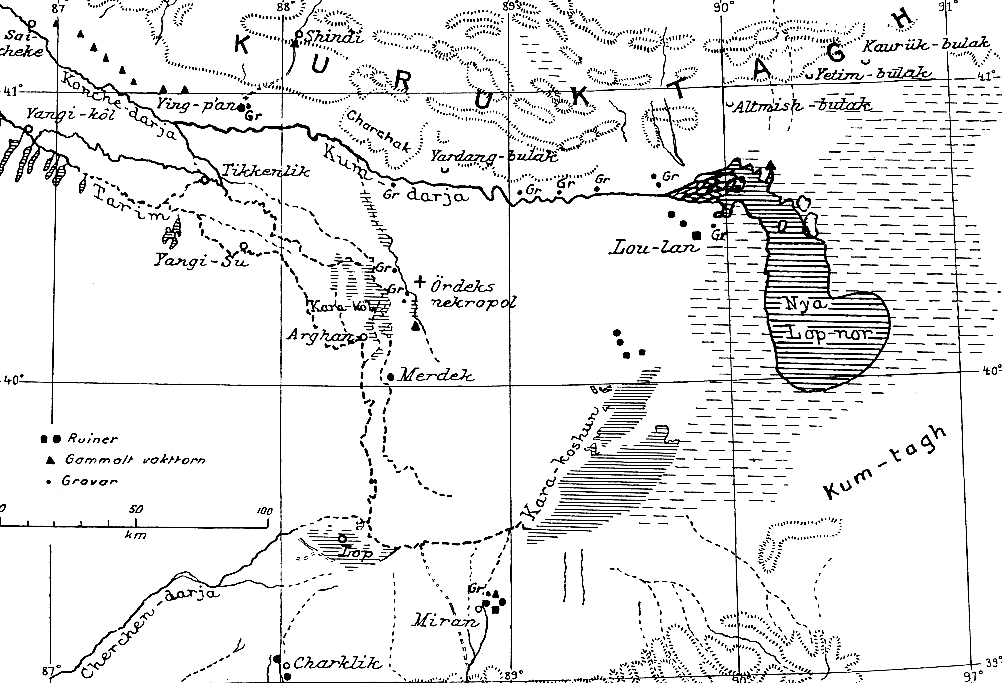
Loulan pozíciója a Lop Nor sivatagban Folke Bergman utazási jegyzetein. (1935)

Csao Ponu (Zhao Ponu) tábornokot küldték expedícióra i. e. 108-ban, hogy foglalja el a Jushi-t, ami a hsziungnu törzsek stratégiailag fontos katonai erődje és gazdasági támaszpontja volt a Nyugati régióban. Jushi és Loulan városállamok szövetséges kapcsolatot tartottak fenn az ázsiai nomád törzsekkel, ami miatt a Han Birodalom támadást indított a városok és vezetőik ellen. A támadást követően a han sereg visszaszorította a hsziungnu lovasokat és átvették az ellenőrzést Jushi tartománya fölött. Ezzel a Tarim-medence legkeletibb tartománya a hanok ellenőrzése alá került.

#### Tien Shan-i csata
Miután mind a han, mind a hsziungnu (ázsia hunok) serege jelentős veszteségeket szenvedtek a korábbi összecsapásokban, a Mopeji- és a Loulan-i csatát követően ideiglenes fegyverszünet következett. Miután a hsziungnu törzsek ismét erőre kaptak, i. e. 99-ben megújult erővel indultak meghódítani a Han Dinasztia határvidékeit. Li Guangli (Li Guangli) tábornok 30.000 lovas seregével megindult a Tien Shan hegység felé, ahol az ázsiai hunok jelentősebb serege állomásozott. A rajtaütéses támadás első körben sikeresnek bizonyult és több mint 10.000 nomád íjász lovast sikerült megsemmisíteni. Ezt követően a han sereg visszavonulót fújt, azonban a maradék ázsiai lovas csapatok bekerítették a katonákat és mészárlásba kezdtek. Li Guangli ugyan el tudott menekülni a csatából Zhao Chong segítségével, de seregének majd 60%-át elveszítette a csatamezőn. A csatához csatlakozott Li Ling tábornok serege is, akinek az utánpótlás biztosítása lett volna a feladata, de számára az nem volt kielégítő. Végül a császár engedélyével és 5.000 fős sereggel harcba szállt, azonban a hsziungnuk visszaverték a támadást és bekerítéssel fenyegettek. Li Ling szégyenében nem tért vissza a császárhoz.